# Kingsnorth
Kingsnorth est un village et un Civil parish du Kent, en Angleterre. Il est situé dans le district d'Ashford, au sud-ouest de la ville même d'Ashford. Au moment du recensement de 2011, il comptait 11 243 habitants.
Durant la Seconde Guerre mondiale, la Royal Air Force utilise une base aérienne située non loin du village, RAF Kingsnorth (en).